# Пољска на Светском првенству у атлетици на отвореном 2022.
Пољска је учествовала на 18. Светском првенству у атлетици на отвореном 2022. одржаном у Јуџину од 15. до 25. јула осамнаести пут, односно учествовала је на свим првенствима до данас. Репрезентацију Пољске представљала су 40 такмичара (19 мушкарца и 21 жена) у 25 дисциплина (10 мушких, 14 женских и 1 мешовита).,
На овом првенству Пољска је по броју освојених медаља заузела 9. место са 4 освојене медаља (1 златна и 3 сребрне). У табели успешности према броју и пласману такмичара који су учествовали у финалним такмичењима (првих 8 такмичара) Пољска је са 9 учесника у финалу заузела 8. место са 49 бодова.
| Плас. | Земља  | 1. место | 2. место | 3. место | 4. место | 5. место | 6. место | 7. место | 8. место | Бр. финал. | Бод. |
| ----- | ------ | -------- | -------- | -------- | -------- | -------- | -------- | -------- | -------- | ---------- | ---- |
| 8.    | Пољска | 1        | 3        | 0        | 3        | 1        | 0        | 0        | 1        | 9          | 49   |

## Учесници
| Мушкарци: - Кајетан Душински — 400 м, 4х400 м, 4х400 м (м+ж) - Патрик Добек — 800 м - Матеуш Борковски — 800 м - Патрик Сиерадзки — 800 м - Михал Розмис — 1.500 м - Дамјан Чикјер — 110 м препоне - Максимилијан Клепацки — 4х400 м - Карол Залевски — 4х400 м, 4х400 м (м+ж) - Матеуш Жезничак — 4х400 м - Давид Томала — Ходање 35 км - Артур Брзозовски — Ходање 35 км - Норберт Кобјелски — Скок увис - Пјотр Лисек — Скок мотком - Роберт Собера — Скок мотком - Конрад Буковицки — Бацање кугле - Михал Харатик — Бацање кугле - Павел Фајдек — Бацање кладива - Војћех Новицки — Бацање кладива - Марћин Вротински — Бацање кладива | Жене: - Ева Свобода — 100 м, 4х100 м - Ана Кјелбасињска — 400 м - Наталија Качмарек — 400 м, 4х400 м (м+ж) - Ана Вјелгош — 800 м - Софија Енуји — 1.500 м - Пија Скжишовска — 100 м препоне - Клаудија Сићаж — 100 м препоне - Кинга Кролик — 3.000 м препреке - Магдалена Стефанович — 4х100 м - Мартина Котвила — 4х100 м - Марика Попович-Драпала — 4х100 м - Јустина Свјенти-Ерсетик — 4х400 м , 4х400 м (м+ж) - Ига Баумгарт-Витан — 400 м, 4х400 м, 4х400 м (м+ж) - Кинга Гацка — 4х400 м - Малгожата Холуб-Ковалик — 4х400 м - Катажина Зђиебло — Ходање 20 км, Ходање 35 км - Олга Њедзиалек — Ходање 35 км - Малвина Копрон — Бацање кладива - Марија Андрејчик — Бацање копља - Адриана Сулек — Седмобој - Паулина Лигарска — Седмобој |

## Освајачи медаља (4)

### Злато (1)
- Павел Фајдек — Бацање кладива

### Сребро (3)
- Војћех Новицки — Бацање кладива
- Катажина Зђиебло — 20 км ходање
- Катажина Зђиебло — 35 км ходање

## Резултати

### Мушкарци
| Атлетичар                                                             | Дисциплина     | Лични рекорд | Квалификације   | Квалификације   | Полуфинале            | Полуфинале            | Финале                | Финале               | Детаљи |
| Атлетичар                                                             | Дисциплина     | Лични рекорд | Резултат        | Место           | Резултат              | Место                 | Резултат              | Место                | Детаљи |
| --------------------------------------------------------------------- | -------------- | ------------ | --------------- | --------------- | --------------------- | --------------------- | --------------------- | -------------------- | ------ |
| Кајетан Душински                                                      | 400 м          | 44,92        | 46,57           | 7. у гр. 2      | Нису се квалификовали | Нису се квалификовали | Нису се квалификовали | 32 / 41              |        |
| Патрик Добек                                                          | 800 м          | 1:43,73      | 1:46,80         | 6. у гр. 6      | Нису се квалификовали | Нису се квалификовали | Нису се квалификовали | 27 / 42 (45)         |        |
| Матеуш Борковски                                                      | 800 м          | 1:44,79      | 1:47,61 (.602)  | 5. у гр. 3      | Нису се квалификовали | Нису се квалификовали | Нису се квалификовали | 30 / 42 (45)         |        |
| Патрик Сиерадзки                                                      | 800 м          | 1:45,13      | 1:48,78         | 7. у гр. 2      | Нису се квалификовали | Нису се квалификовали | Нису се квалификовали | 34 / 42 (45)         |        |
| Михал Розмис                                                          | 1.500 м        | 3:32,67      | 3:36,76 кв      | 8. у гр. 1      | 3:35,27 кв, ЛРС       | 6. у гр. 2            | 3:34,58 ЛРС           | 10 / 41 (42)         |        |
| Дамјан Чикјер                                                         | 110 м препоне  | 13,25 НР     | 13,37 (.370) КВ | 2. у гр. 2      | 13,22 кв              | 4. у гр. 3            | 13,32                 | 4 / 38 (40)          |        |
| Максимилијан Клепацки Карол Залевски Матеуш Жезничак Кајетан Душински | 4 х 400 м      | 2:58,00 НР   | 3:02,51 кв, ЛРС | 3. у гр. 2      |                       |                       | 3:02,51 ЛРС           | 9 / 13 (15)          |        |
| Давид Томала                                                          | 35 км ходање   | 2:37:22      |                 |                 |                       |                       | 2:30:47 ЛР            | 19 / 28 (46)         |        |
| Артур Брзозовски                                                      | 35 км ходање   | 2:36:22      | Дисквалификован | Дисквалификован |                       |                       |                       |                      |        |
| Норберт Кобјелски                                                     | Скок увис      | 2,29         | Без пласмана    | Без пласмана    |                       |                       | Није се квалификовао  | Није се квалификовао |        |
| Пјотр Лисек                                                           | Скок мотком    | 6,02 НР      | 5,50            | 10. у гр. А     | Нису се квалификовали | 19 / 28 (32)          |                       |                      |        |
| Роберт Собера                                                         | Скок мотком    | 5,80         | 5,50            | 11. у гр. Б     | Нису се квалификовали | 24 / 28 (32)          |                       |                      |        |
| Михал Харатик                                                         | Бацање кугле   | 22,32 НР     | 20,13           | 8. у гр. Б      | Нису се квалификовали | 14 / 29 (30)          |                       |                      |        |
| Конрад Буковицки                                                      | Бацање кугле   | 22,25        | 21,16           | 6. у гр. А      | Нису се квалификовали | 13 / 29 (30)          |                       |                      |        |
| Павел Фајдек                                                          | Бацање кладива | 83,93 НР     | 80,09 КВ        | 1. у гр. Б      | 81,98 СРС             |                       |                       |                      |        |
| Војћех Новицки                                                        | Бацање кладива | 82,52        | 79,22 КВ        | 2. у гр. А      | 77,69                 |                       |                       |                      |        |
| Марћин Вротински                                                      | Бацање кладива | 77,01        | 73,55           | 9. у гр. А      | Није се квалификовао  | 19 / 28 (30)          |                       |                      |        |

### Жене
| Атлетичарка                                                                       | Дисциплина       | Лични рекорд | Квалификације   | Квалификације | Полуфинале            | Полуфинале            | Финале                | Финале       | Детаљи |
| Атлетичарка                                                                       | Дисциплина       | Лични рекорд | Резултат        | Место         | Резултат              | Место                 | Резултат              | Место        | Детаљи |
| --------------------------------------------------------------------------------- | ---------------- | ------------ | --------------- | ------------- | --------------------- | --------------------- | --------------------- | ------------ | ------ |
| Ева Свобода                                                                       | 100 м            | 11,05        | 11,07 КВ        | 3. у гр. 7    | 11,02 (.072)          | 6. у гр. 2            | Није се квалификовала | 12 / 49      |        |
| Ана Кјелбасињска                                                                  | 400 м            | 50,28        | 50,63 КВ        | 1. у гр. 6    | 50,65 кв              | 3. у гр. 1            | 50,81                 | 8 / 43       |        |
| Наталија Качмарек                                                                 | 400 м            | 50,16        | 50,21 КВ        | 2. у гр. 2    | 51,34                 | 5. у гр. 2            | Нису се квалификовале | 15 / 43      |        |
| Ана Вјелгош                                                                       | 800 м            | 1:59,84      | 2:00,79 КВ      | 3. у гр. 6    | 2:00,51               | 5. у гр. 2            | Нису се квалификовале | 16 / 45      |        |
| Софија Енуји                                                                      | 1.500 м          | 3:59,70      | 4:03,52 КВ, ЛРС | 4. у гр. 3    | 4:05,17 КВ            | 5. у гр. 2            | 4:01,43 ЛРС           | 5 / 42       |        |
| Пија Скжишовска                                                                   | 100 м препоне    | 12,62        | 12,70 КВ        | 1. у гр. 4    | 12,62 =ЛР             | 4. у гр. 2            | Није се квалификовала | 10 / 38 (42) |        |
| Клаудија Сићаж                                                                    | 100 м препоне    | 12,82        | 13,27           | 5. у гр. 2    | Није се квалификовала | Није се квалификовала | Није се квалификовала | 32 / 38 (42) |        |
| Кинга Кролик                                                                      | 3.000 м препреке | 9:36,63      | 9:44,74 (.740)  | 13. у гр. 3   |                       |                       | Нису се квалификовале | 36 / 42      |        |
| Магдалена Стефанович Мартина Котвила Марика Попович-Драпала Ева Свобода           | 4 х 100 м        | 43,69 НР     | 42,68 НРС       | 6. у гр. 1    | 11 / 16               |                       | Нису се квалификовале |              |        |
| Јустина Свјенти-Ерсетик, Ига Баумгарт-Витан, Кинга Гацка, Малгожата Холуб-Ковалик | 4 х 400 м        | 3:20,53 НР   | 3:29,34         | 5. у гр. 2    | 10 / 14 (16)          |                       | Нису се квалификовале |              |        |
| Катажина Зђиебло                                                                  | 20 км ходање     | 1:29:57      |                 |               |                       |                       | 1:27:31 НР, ЛР        |              |        |
| Катажина Зђиебло                                                                  | 35 км ходање     | 2:49:37 НР   | 2:40:03 НР, ЛР  |               |                       |                       |                       |              |        |
| Олга Њедзиалек                                                                    | 35 км ходање     | 2:57:50      | 2:49:43 ЛР      | 11 / 35 (41)  |                       |                       |                       |              |        |
| Малвина Копрон                                                                    | Бацање кладива   | 76,85        | 70,50           | 7. у гр. Б    |                       |                       | Нису се квалификовале | 22 / 30      |        |
| Марија Андрејчик                                                                  | Бацање копља     | 71,40 НР     | 55,47           | 11. у гр. Б   | 21 / 37 (29)          |                       | Нису се квалификовале |              |        |

#### Седмобој
| Дисциплина    | Адриана Сулек | Адриана Сулек | Адриана Сулек | Адриана Сулек | Адриана Сулек | Адриана Сулек |
| Дисциплина    | Лич. рек.     | Резултат      | Бод.          | Плас.         | Укупно        | Плас.         |
| ------------- | ------------- | ------------- | ------------- | ------------- | ------------- | ------------- |
| 100 м препоне | 13,08         | 13,28         | 1.083         | 6.            | 1.083         | 6.            |
| Скок увис     | 1,92          | 1,89          | 1.093         | 2.            | 2.176         | 2.            |
| Бацање кугле  | 13,79         | 14,13 ЛР      | 803           | 5.            | 2.895         | 3.            |
| 200 м         | 23,86         | 23,77 ЛР      | 1.003         | 3.            | 3.982         | 2.            |
| Скок удаљ     | 6,43          | 6,43 =ЛР      | 985           | 4.            | 4.967         | 3.            |
| Бацање копља  | 42,50         | 41,63 ЛРС     | 699           | 10.           | 5.666         | 4.            |
| 800 м         | 2:07,92       | 2:07,18 ЛР    | 1.006         | 2             | 6.672         | 4.            |
| Седмобој      | 6.429         |               |               |               | 6.672 НР, ЛР  | 4 / 12 (16)   |

| Дисциплина    | Паулина Лигарска | Паулина Лигарска | Паулина Лигарска | Паулина Лигарска | Паулина Лигарска | Паулина Лигарска |
| Дисциплина    | Лич. рек.        | Резултат         | Бод.             | Плас.            | Укупно           | Плас.            |
| ------------- | ---------------- | ---------------- | ---------------- | ---------------- | ---------------- | ---------------- |
| 100 м препоне | 13,93            | 14,19            | 952              | 15.              | 952              | 15.              |
| Скок увис     | 1,86             | 1,77             | 941              | 9.               | 1.893            | 15.              |
| Бацање кугле  | 14,62            | 14,08            | 799              | 6.               | 2.692            | 13.              |
| 200 м         | 24,73            | 24,65 ЛР         | 919              | 11.              | 3.611            | 13.              |
| Скок удаљ     | 6,14             | 5,88             | 813              | 11.              | 4.424            | 11.              |
| Бацање копља  | 48,33            | 45,89            | 781              | 6.               | 5.205            | 10.              |
| 800 м         | 2:13,16          | 2:15,36          | 888              | 8.               | 6.093            | 10.              |
| Седмобој      | 6.241            |                  |                  |                  | 6.093            | 10 / 12 (16)     |

### Мешовито
| Атлетичари | Дисциплина | Лични рекорд | Квалификације   | Квалификације | Полуфинале | Полуфинале | Финале      | Финале | Детаљи |
| Атлетичари | Дисциплина | Лични рекорд | Резултат        | Место         | Резултат   | Место      | Резултат    | Место  | Детаљи |
| --- | ---------- | ------------ | --------------- | ------------- | ---------- | ---------- | ----------- | ------ | ------ |
| Карол Залевски (м) Јустина Свјенти-Ерсетик (ж) Кајетан Душински (м) Наталија Качмарек (ж) Ига Баумгарт-Витан (ж) | 4 х 400 м  | 3:09,87 НР   | 3:13,70 КВ, НРС | 3. у гр. 1    |            |            | 3:12,31 НРС | 4 / 16 |        |